# Giro d'Itàlia de 1940

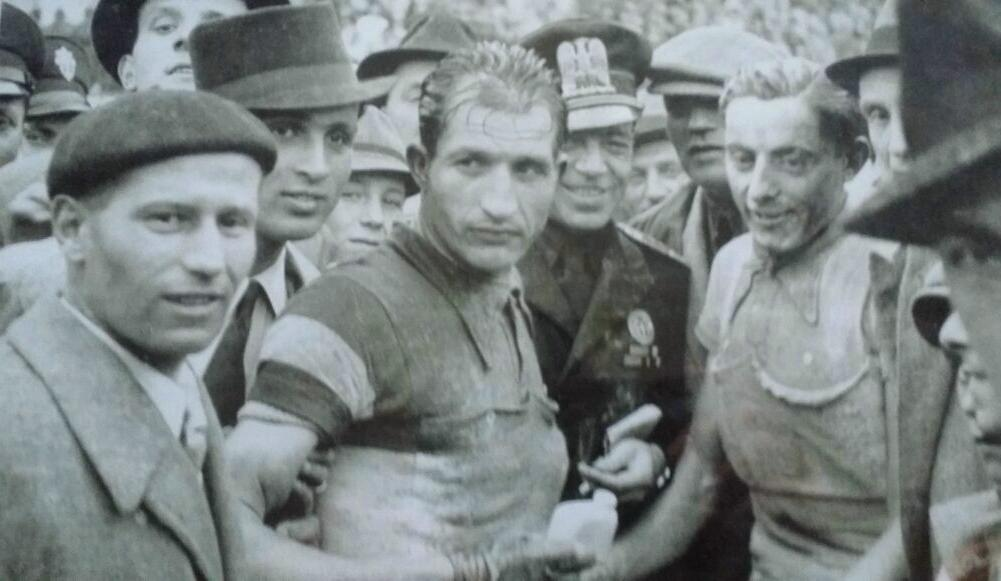
Faustí Coppi (guanyador) i Gino Bartali en l'edició de 1940.

El Giro d'Itàlia de 1940 fou la vint-i-vuitena edició del Giro d'Itàlia i es disputà entre el 17 de maig i el 9 de juny de 1940, amb un recorregut de 3.574 km distribuïts en 20 etapes. 91 ciclistes hi van prendre part, acabant-la 47 d'ells. La sortida i arribada es feu a Milà.

## Història
En aquesta edició no hi ha cap contrarellotge individual, a diferència de les edicions precedents, però s'hi inclou una autèntica etapa reina per les carreteres de les Dolomites, amb l'ascensió, en la 17a etapa als colls de Falzarego, Pordoi i Sella.
Fausto Coppi, que arriba a la cursa italiana com a gregari de Gino Bartali va aconseguir la victòria en la classificació general amb tan sols 20 anys, sent d'aquesta manera el ciclista més jove en guanyar el Giro d'Itàlia fins al moment.

## Classificacions finals

### Classificació general
| Classificació General                 | Classificació General      | Classificació General | Classificació General |
| Pos.                                  | Ciclista                   | Equip                 | Temps                 |
| ------------------------------------- | -------------------------- | --------------------- | --------------------- |
| 1                                     | Fausto Coppi (ITA)         | Legnano               | 107h 31' 10"          |
| 2                                     | Enrico Mollo (ITA)         | Olympia               | + 2' 40"              |
| 3                                     | Giordano Cottur (ITA)      | Lygie                 | + 11' 45"             |
| 4                                     | Mario Vicini (ITA)         | Bianchi               | + 16' 27"             |
| 5                                     | Severino Canavesi (ITA)    | Gloria                | + 16' 50"             |
| 6                                     | Ezio Cecchi (ITA)          | Gloria                | + 22' 30"             |
| 7                                     | Walter Generati (ITA)      | Gloria                | + 25' 03"             |
| 8                                     | Giovanni de Stefanis (ITA) | Bamberg               | + 27' 50"             |
| 9                                     | Gino Bartali (ITA)         | Legnano               | + 46' 09"             |
| 10                                    | Settimo Simonini (ITA)     | Azzini                | + 48' 37"             |
| 91 participants, 47 acabaren la cursa |                            |                       |                       |

### Classificació de la muntanya
|   | Ciclista           | Equip   | Punts |
| - | ------------------ | ------- | ----- |
| 1 | Gino Bartali (ITA) | Legnano | --    |
| 2 | Fausto Coppi (ITA) | Legnano | --    |
| 3 | Enrico Mollo (ITA) | Olympia | --    |

## Etapes
| Etapa | Data       | Recorregut                | Km  | Vencedor d'etapa      | Líder de la general   |
| ----- | ---------- | ------------------------- | --- | --------------------- | --------------------- |
| 1a    | 17 de maig | Milà – Torí               | 180 | Olimpio Bizzi (ITA)   | Olimpio Bizzi (ITA)   |
| 2a    |            | Torí - Gènova             | 226 | Pierino Favalli (ITA) | Osvaldo Bailo (ITA)   |
| 3a    |            | Gènova - Pisa             | 188 | Diego Marabelli (ITA) | Osvaldo Bailo (ITA)   |
| 4a    |            | Pisa - Grosseto           | 154 | Adolfo Leoni (ITA)    | Pierino Favalli (ITA) |
| 5a    |            | Grosseto - Roma           | 224 | Adolfo Leoni (ITA)    | Pierino Favalli (ITA) |
| 6a    |            | Roma - Nàpols             | 238 | Glauco Servadei (ITA) | Pierino Favalli (ITA) |
| 7a    |            | Nàpols - Fiuggi           | 178 | Walter Generati (ITA) | Pierino Favalli (ITA) |
| 8a    |            | Fiuggi - Terni            | 183 | Olimpio Bizzi (ITA)   | Enrico Mollo (ITA)    |
| 9a    |            | Terni - Arezzo            | 183 | Primo Volpi (ITA)     | Enrico Mollo (ITA)    |
| 10a   |            | Arezzo - Florència        | 91  | Olimpio Bizzi (ITA)   | Enrico Mollo (ITA)    |
| 11a   |            | Florència - Mòdena        | 184 | Fausto Coppi (ITA)    | Fausto Coppi (ITA)    |
| 12a   |            | Mòdena - Ferrara          | 199 | Adolfo Leoni (ITA)    | Fausto Coppi (ITA)    |
| 13a   |            | Ferrara - Treviso         | 125 | Olimpio Bizzi (ITA)   | Fausto Coppi (ITA)    |
| 14a   |            | Treviso - Opatija         | 215 | Glauco Servadei (ITA) | Fausto Coppi (ITA)    |
| 15a   |            | Opatija - Trieste         | 179 | Mario Vicini (ITA)    | Fausto Coppi (ITA)    |
| 16a   |            | Trieste - Pieve di Cadore | 202 | Mario Vicini (ITA)    | Fausto Coppi (ITA)    |
| 17a   |            | Pieve di Cadore - Ortisei | 110 | Gino Bartali (ITA)    | Fausto Coppi (ITA)    |
| 18a   |            | Ortisei - Trento          | 186 | Glauco Servadei (ITA) | Fausto Coppi (ITA)    |
| 19a   |            | Trento - Verona           | 149 | Gino Bartali (ITA)    | Fausto Coppi (ITA)    |
| 20a   | 9 de juny  | Verona - Milà             | 180 | Adolfo Leoni (ITA)    | Fausto Coppi (ITA)    |